# Одіссей
Одіссе́й (грец. Οδυσσέας — той, що сердить богів) — у грецькій міфології й епосі володар острова Ітака. Син Лаерта й Антіклеї. Один з головних героїв Троянської війни, оспіваний в «Іліаді» й «Одіссеї». Національний герой Греції.
У латинській мові та давньоримській міфології використовувалися форми імені Улісс, також Улікс (лат. Ulisses, Ulixes), утворені від давньогрецького фонетичного варіанту Olysseus.
24 серпня 2010 року офіційно повідомлено про відкриття двома грецькими археологами з Яніни, що проводили розкопки впродовж 16 років в районі Айос-Афанасіос на острові Ітака, царського палацу Одіссея — триповерхової будівлі, подібної до знайдених в Мікенах, Пілосі та Тиринфі.

## Міф про Одіссея
Одіссей славився розумом, рішучістю, кмітливістю, хитрістю (випадок з вдаваним божевіллям) і красномовством, тому брав участь у численних посольствах. Але й мав недоліки, такі як глузливість і нерозсудливість. Дружиною Одіссея була Пенелопа, котру він одержав від Тіндарея як нагороду за мудру пораду (варіант: за перемогу у марафоні). У Мессені Одіссей зустрівся з Іфітом, який подарував йому лук Евріта. У майбутньому під час відсутності Одіссея ніхто з женихів Пенелопи не міг натягнути тятиви цього лука.
Агамемнон ледве вмовив Одіссея приєднатися до ахейських вождів у поході проти Трої. Одіссей намагався повернути Єлену мирним шляхом. На десятому році війни він переконав ахейців продовжувати облогу Трої, був одним із послів до Ахіллеса, коли той посварився з Агамемноном. Після смерті Ахіллеса ахейці присудили Одіссеєві Ахіллесів обладунок, що прогнівило Аякса Теламоніда. Одіссей кілька разів ходив під Трою як вивідач; йому пощастило зловити троянського розвідника Долана і (за пізнішими переказами) викрасти священну статую покровительки Трої Паллади. Одіссей вигадав Троянського коня і був серед тих, що сховалися в ньому, перший побіг разом із Менелаєм до будинку Деїфоба, якого переміг у запеклому двобої.

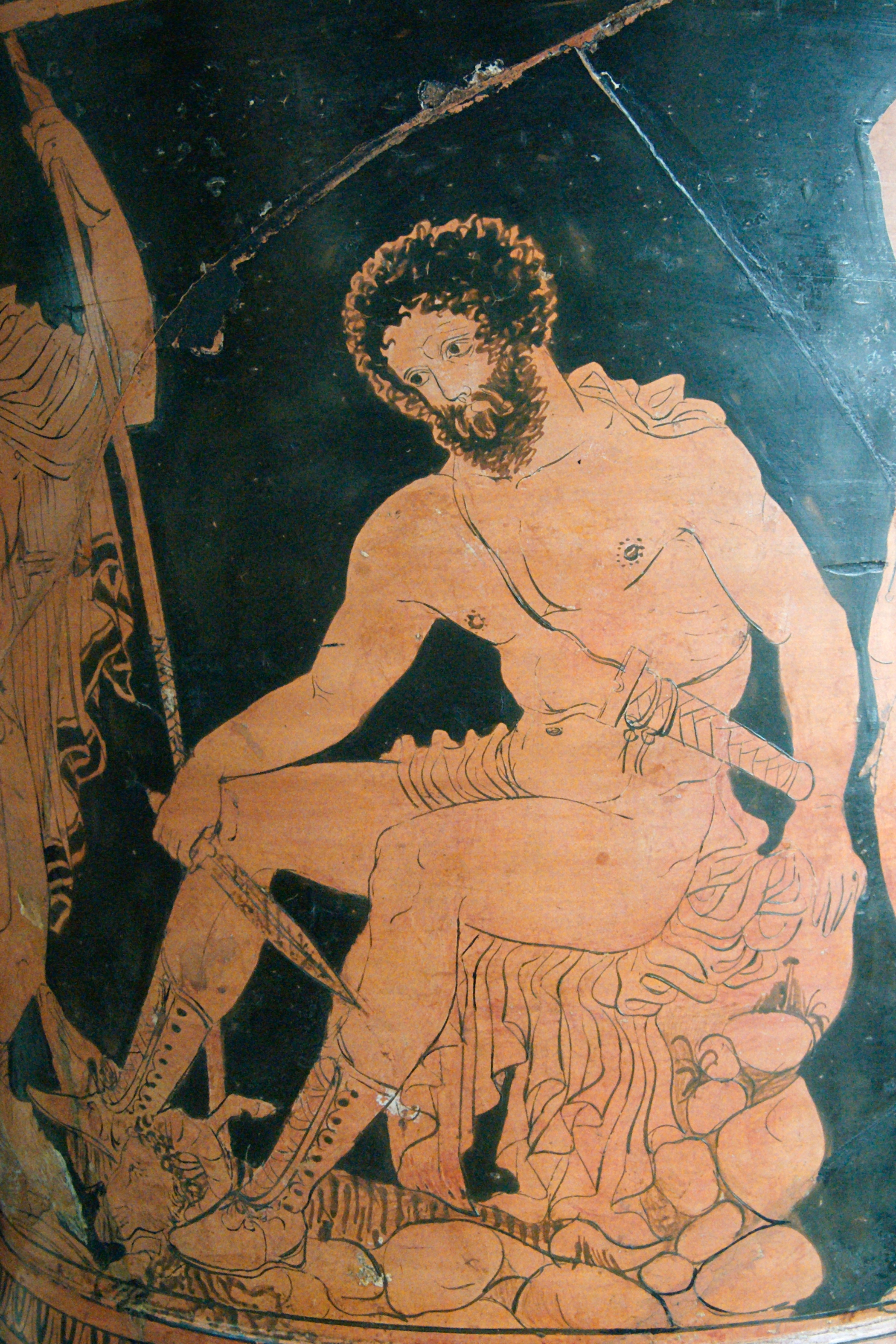
Одіссей у царстві мертвих, фрагмент червонофігурного кратера-кілікса, Вазописець Долона

### Одіссея

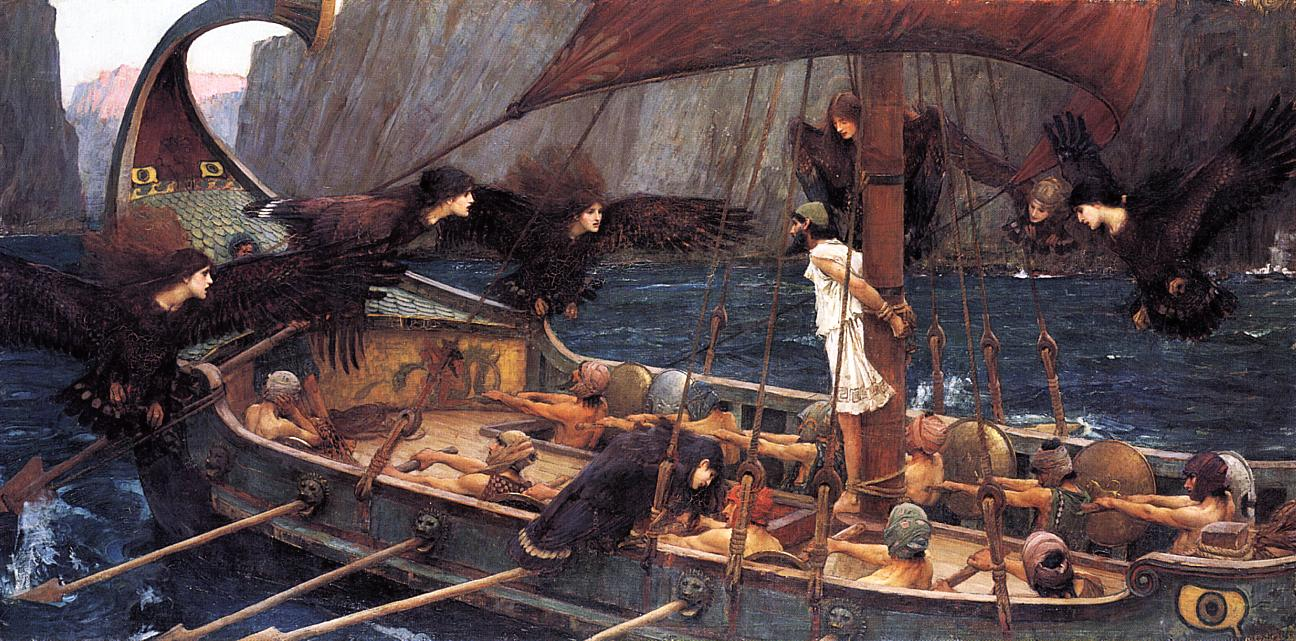
«Одіссей та сирени» — картина Джона Вільяма Вотергауса

Ще більше прославили Одіссея численні пригоди, коли він, повертаючись додому, десять років блукав світом. Про все це йдеться в «Одіссеї». У цьому епосі розповідається і про життя родини героя на острові Ітака — дружини Пенелопи та сина Телемаха. В «Одіссеї» багато фантастики. Під час своїх мандрів Одіссей побував у кіконів (Фракія), де втратив 72 супутників; у країні лотофагів, у кіклопів, де разом із 12 супутниками насилу вирвався з печери велетня Поліфема. На прохання осліпленого Поліфема Посейдон постійно переслідував Одіссея, надсилаючи страшні вітри й морські шторми. Герой побував у бога вітрів Еола, у чарівниці Кірки, в німфи Каліпсо. Нарешті, втративши кораблі й товаришів, Одіссей за допомогою царя феаків Алкіноя та його доньки Навсікаї повернувся на Ітаку.
Він прийшов додому у вигляді жебрака й довідався, що сотня залицяльників добивається руки Пенелопи, вважаючи її чоловіка мертвим. У стрільбі з лука, якого подарував колись Іфіт, лише Одіссей зміг натягнути тятиву й пустити стрілу так, що вона пройшла крізь отвори в сокирах, і тим виграти змагання женихів. З цього ж лука Одіссей перестріляв багато женихів, інших вбив Телемах. Батьки женихів намагалися повстати, їх Одіссей з Телемахом та старим рабом Одіссея Долієм разом з його шістьма синами зрештою здолали. Одіссей і Телемах зустрілися з Лаертом.
Одіссей — образ людини бурхливого періоду історії стародавньої Греції, коли робились перші спроби колонізації, відкривалися нові землі, коли потрібна була не тільки міць зброї, а й хитрість і розважливість.

## Діти Одіссея
- Авзон (дав.-гр. Αύσων) — мати Кірка[7]
- Агрій (дав.-гр. Ἄγριον) — мати Кірка[8]
- Антей (дав.-гр. Ἀντείαν) — мати Кірка[9]
- Ардей (дав.-гр. Ἀρδείαν) — мати Кірка[9]
- Аркесілай (дав.-гр. Αρκεσίλαος) — мати Пенелопа[10]
- Евріал (дав.-гр. Εΰρύαλος) або Дорікл, або Леонтофрон — мати Эвіппа (дав.-гр. Ευίππη)[11][10]
- Кассіфона (дав.-гр. Κασσιφόνη) — дочка Кірки[12][7]
- Латин (дав.-гр. Λατῖνον) — мати Кірка[8] або Каліпсо[13]
- Леонтофон (дав.-гр. Λεοντοφόνος) –мати, дочка Тоанта[13]
- Навсіной (дав.-гр. Ναυσίνοος) — мати Каліпсо[8]
- Навсітой (дав.-гр. Ναυσίθοος) — мати Каліпсо[8] або мати Кірка[14]
- Поліпойт (дав.-гр. Πολυποίτης) — мати Каллідіка (дав.-гр. Καλλιδίκη)[13]
- Поліпорт (дав.-гр. Πολιπόρθης) — мати Пенелопа[13]
- Птоліпорт (дав.-гр. Πτολίπορθο) — мати Пенелопа[15]
- Ром (дав.-гр. Ῥῶμον) — мати Кірка[9]
- Телегон (дав.-гр. Τηλέγονον) або Теледам — мати Кірка[8][14][13][7] або мати Каліпсо[10]
- Телемах (дав.-гр. Τηλέμαχος) — мати Пенелопа[16]

## У культурі

### Відеоігри
- Assassin's Creed Odyssey (2018) — рольовий бойовик, стелс, події якого відбуваються в античній Греції та частково посилаються на Одіссею.

### Кінематограф
- Повернення Одіссея (1908) — французький фільм .
- Одіссея (1911) — італійський фільм.
- Одіссея (1954)
- Одіссея (1968)
- Уліс 31 (1981) — японсько-французький анімаційний фільм. Науково-фантастична адаптація Одіссеї.
- Нострос: Повернення (1998) — італійський пригодницький фільм.
- Погляд Одіссея (1995) — грецький фільм.
- Одіссея (мінісеріал) (1997)
- О, де ж ти, брате? (2000) — гумористична інтерпретація Одіссеї та роману «Уліс» Джеймса Джойса.

### Мистецтво
Образ Одіссея втілений і в скульптурі. Наприклад, скульптури на віллі імператора Тиберія в Сперлонзі (Італія), чи статуя Одіссея у національному парку «Софіївка» (м. Умань, Черкаська область).

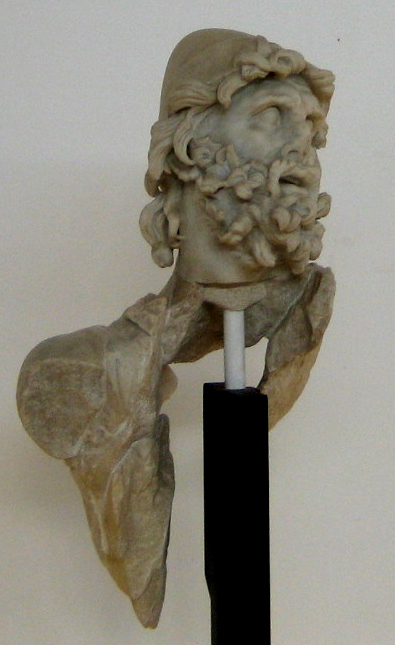
Частина скульптури Одіссея із гроту в Сперлонзі часів імператора Тиберія
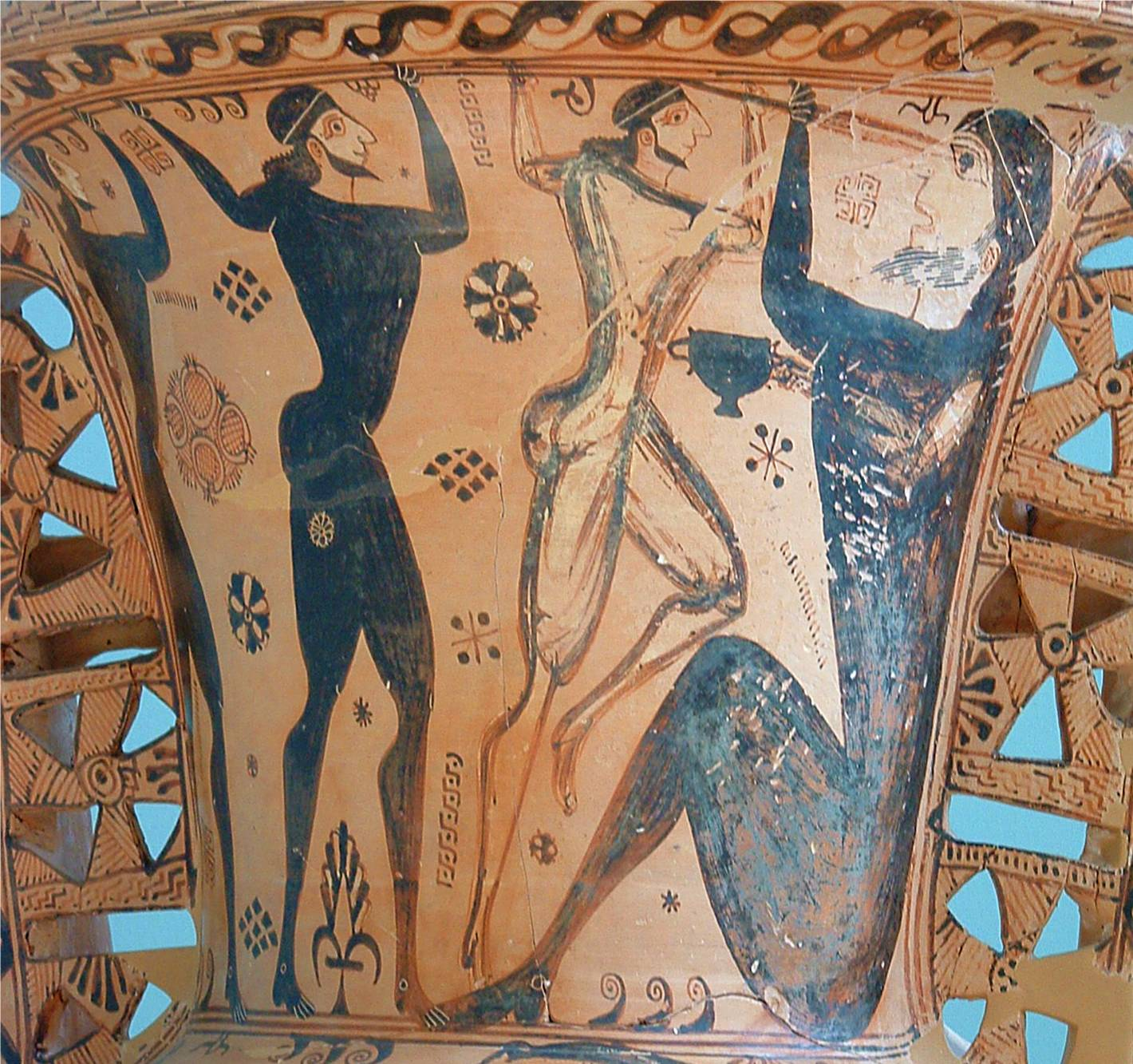
Одіссей і Поліфем бл. 660 до н.е.
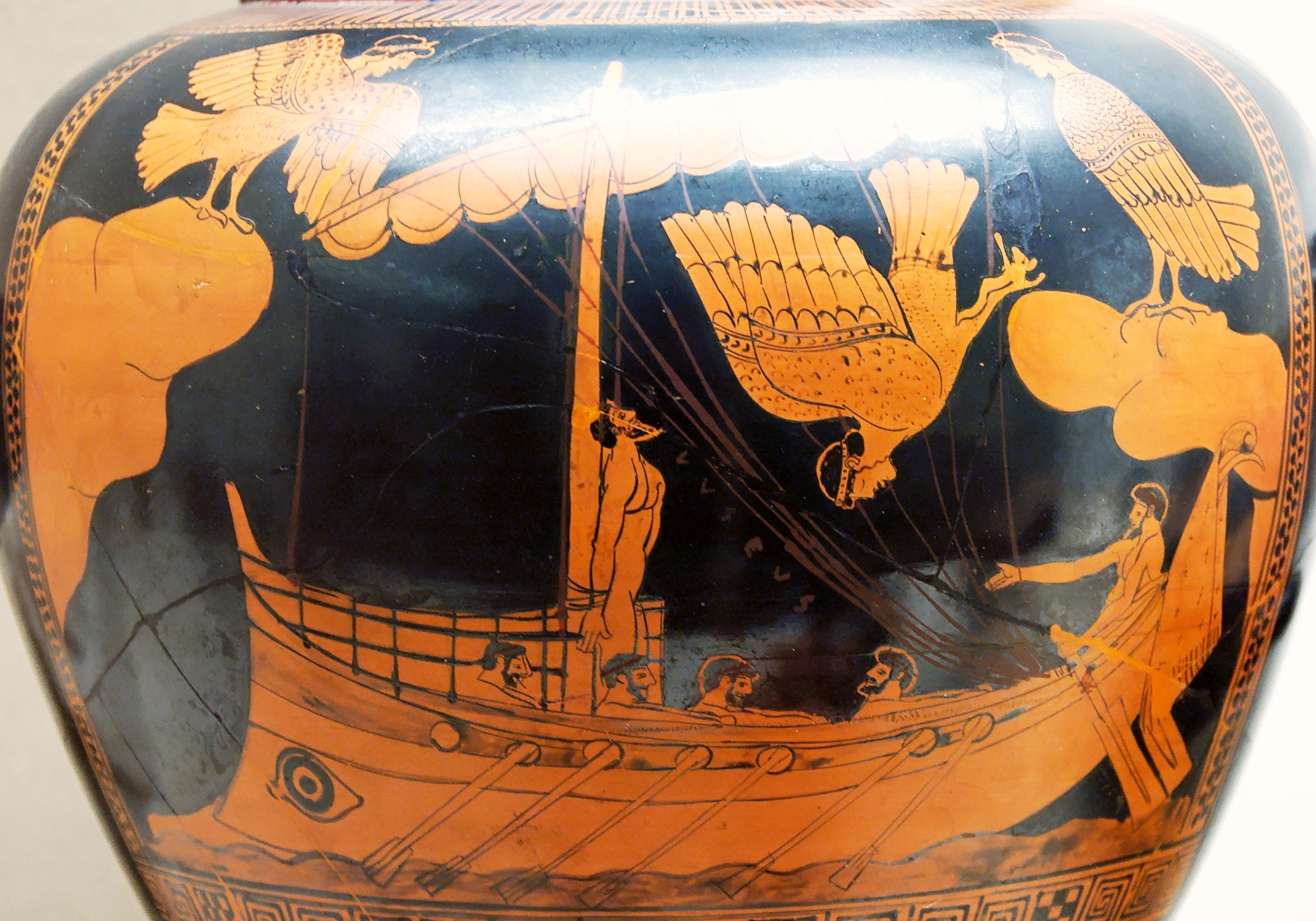
Одіссей і сирени 480-470 ст. до н.е.
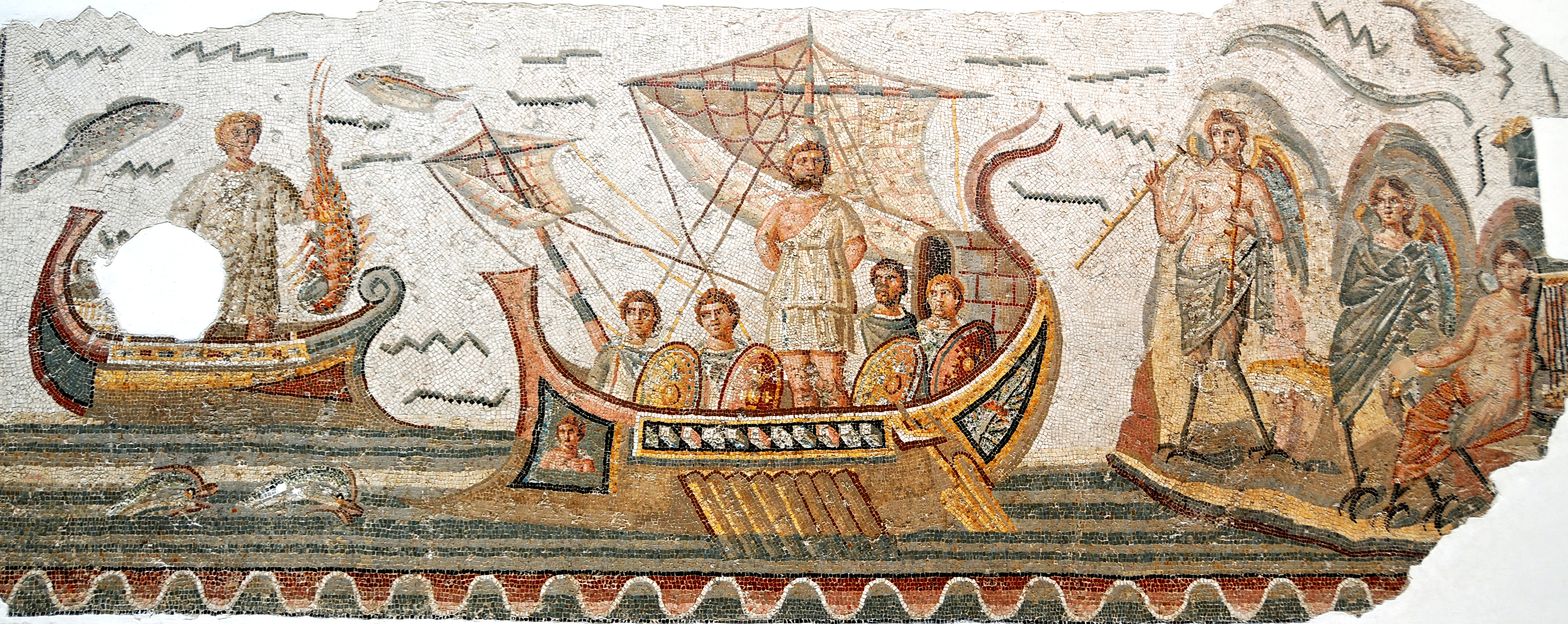
Одіссей і сирени 3 ст. н.е.
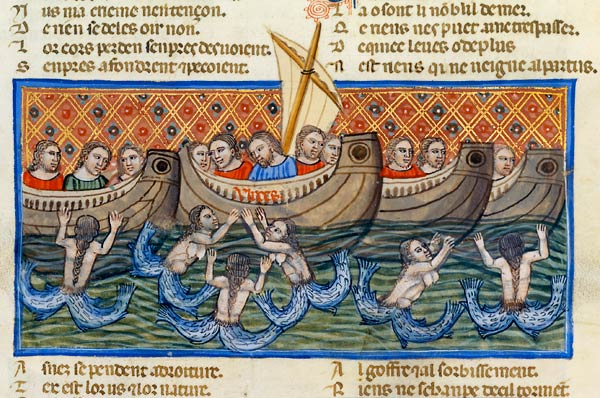
Одіссей і сирени 1340—1350
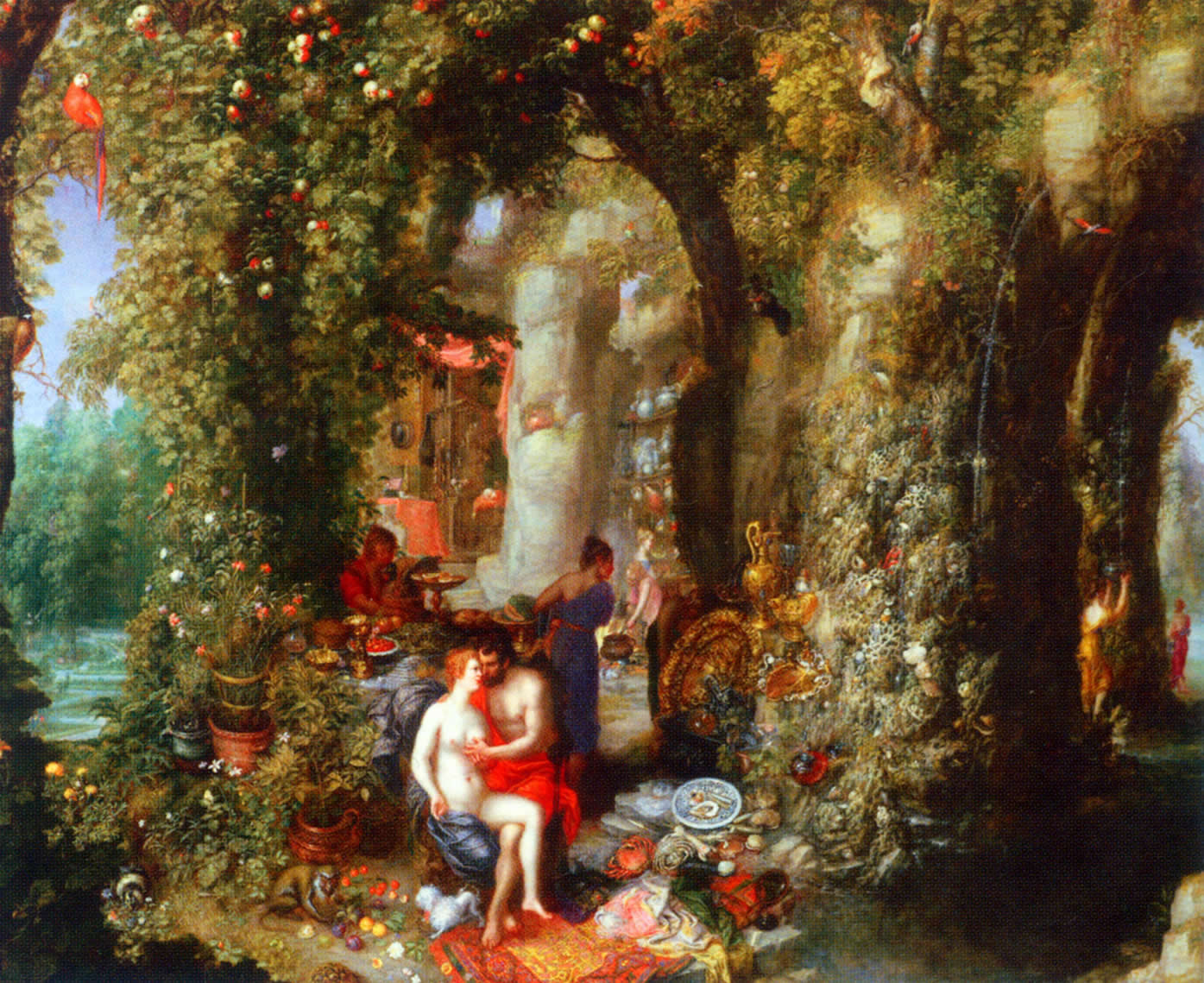
Печера з Одіссеєм і Каліпсо 1616, Брейгель Старший
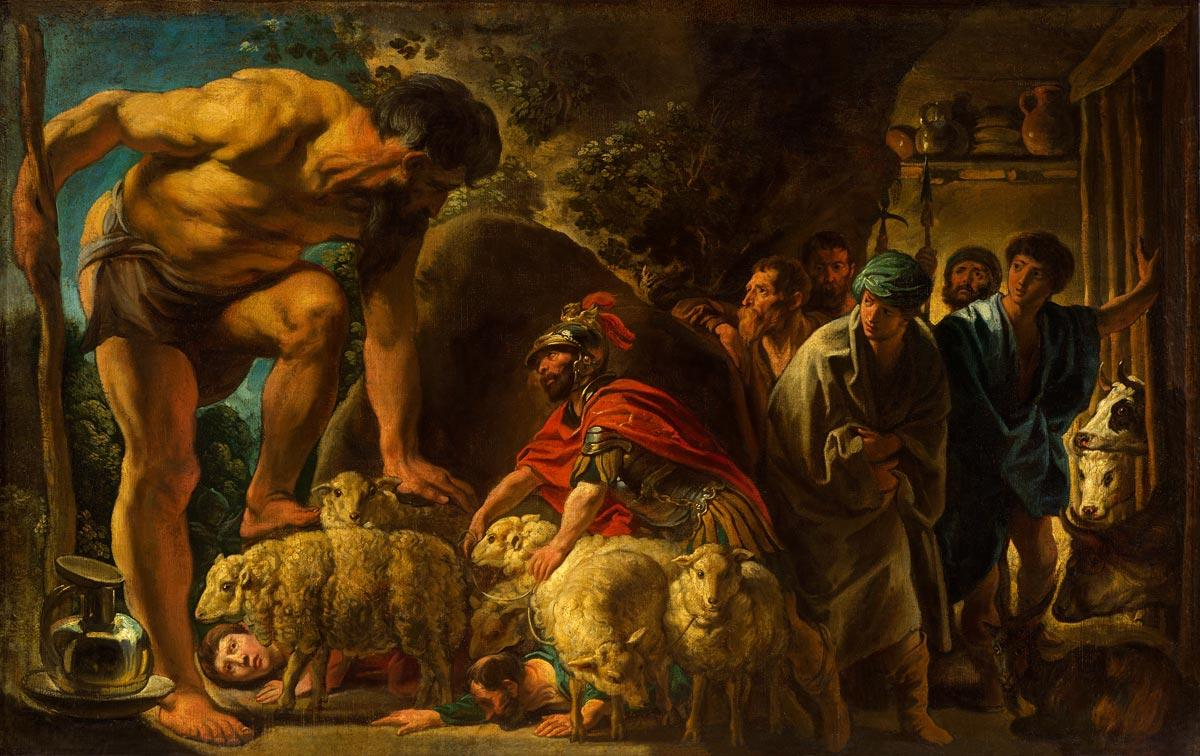
Одіссей в печері Поліфема до 1678, Йорданс
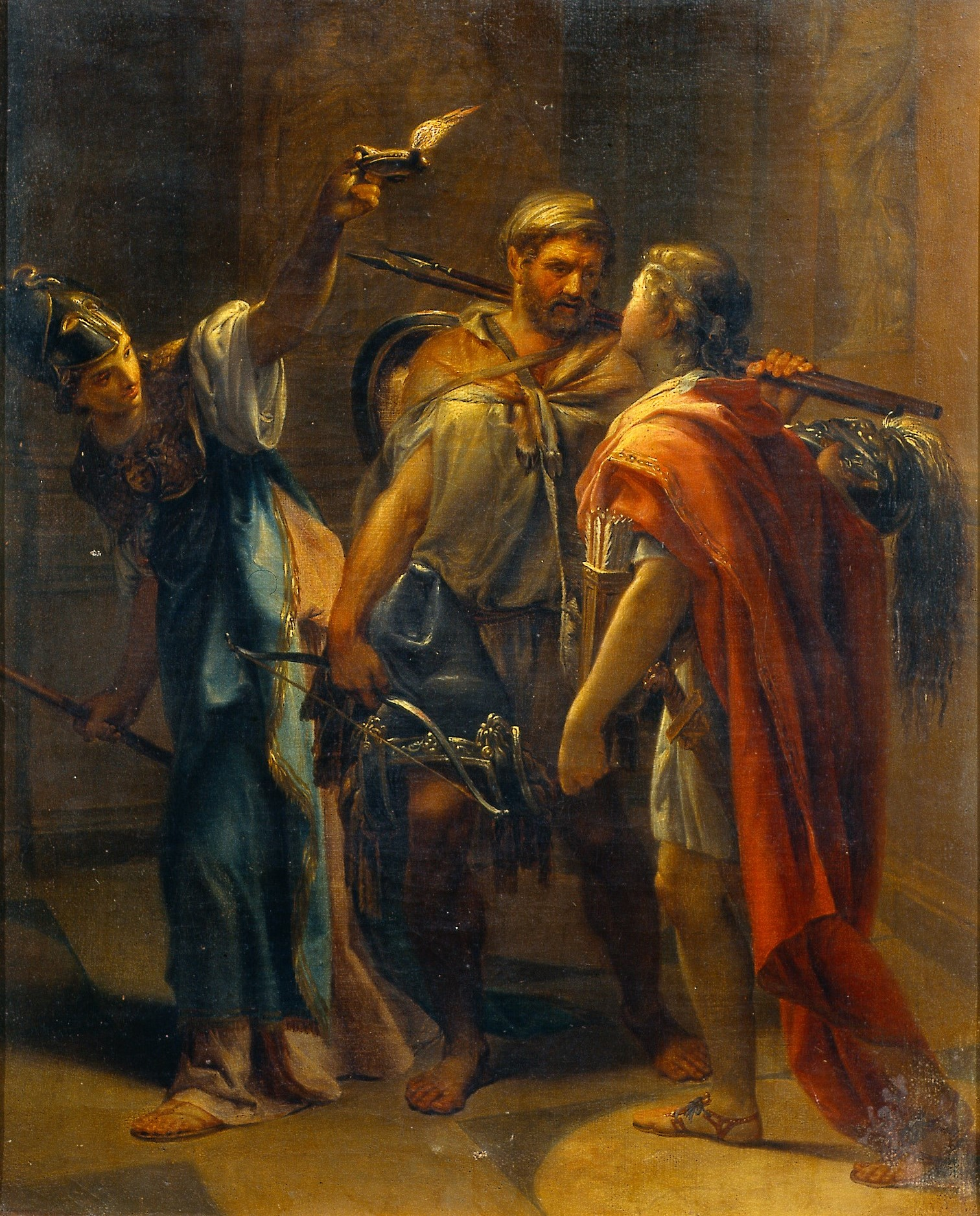
Повернення Одіссея до Ітаки 1812, Ноччі
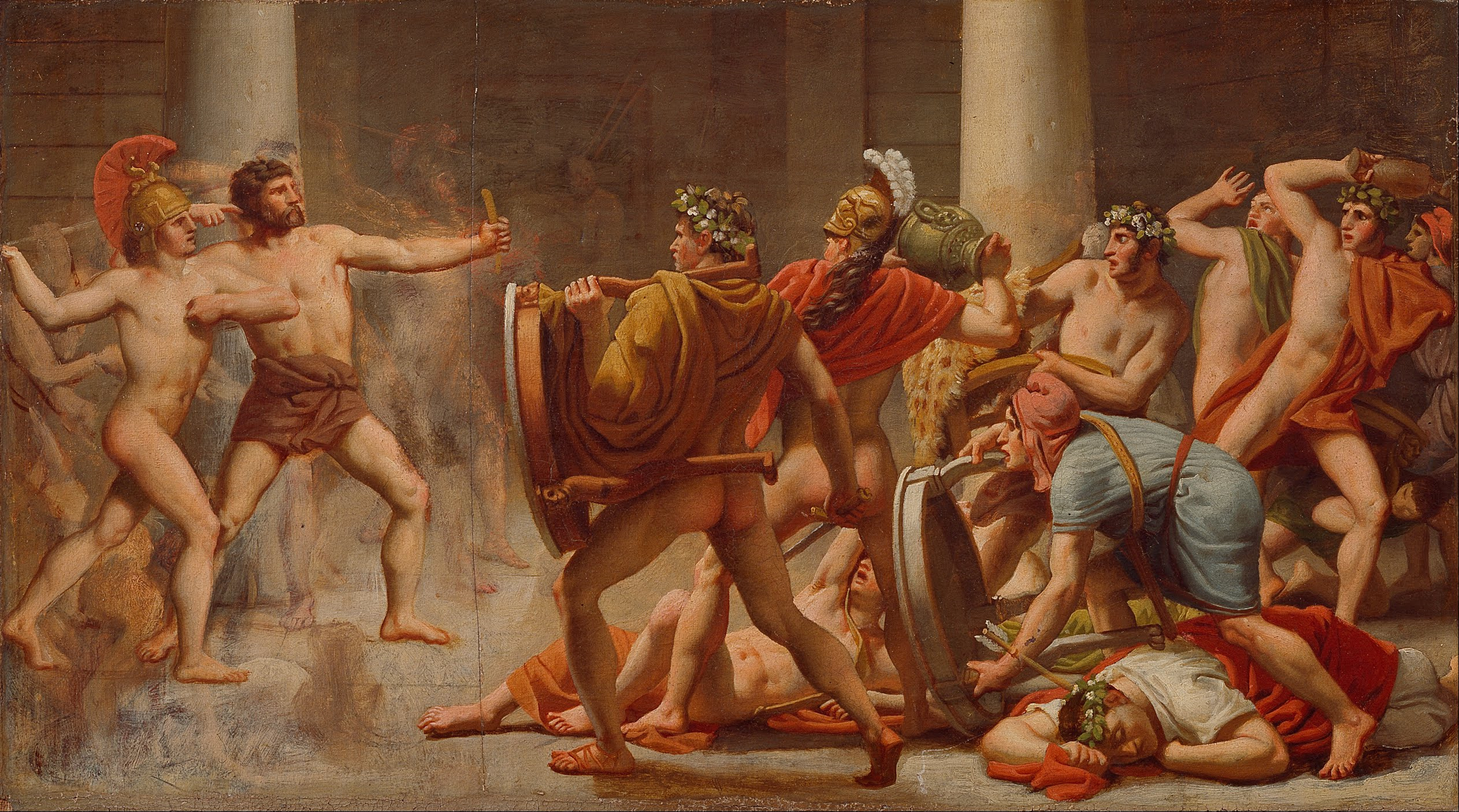
Убивство женихів 1814, Еккерсберг
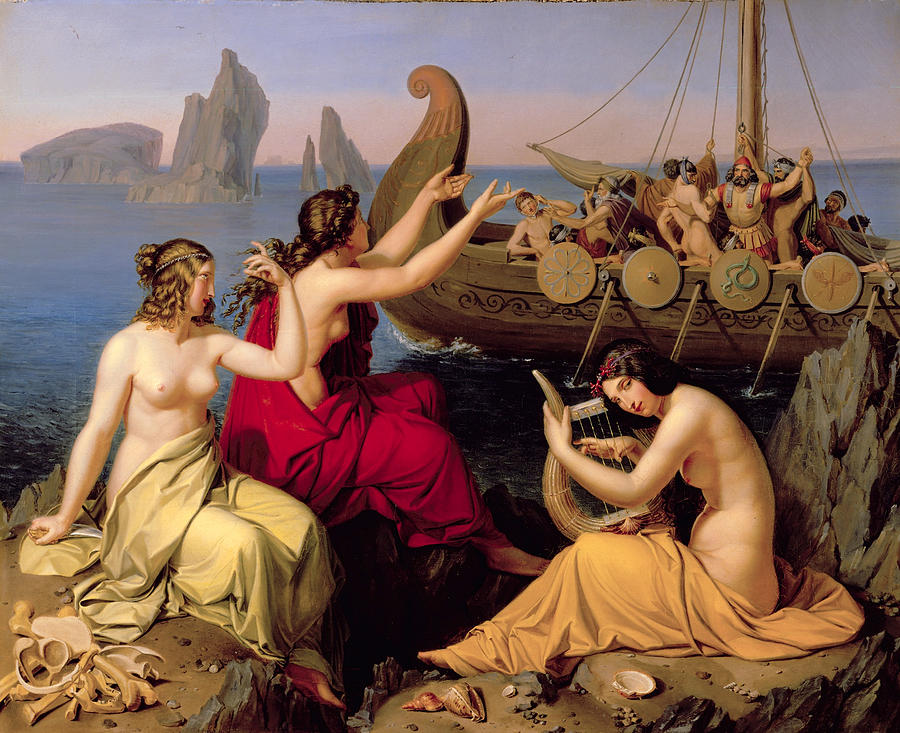
Одіссей і сирени 1829, Бруккманн
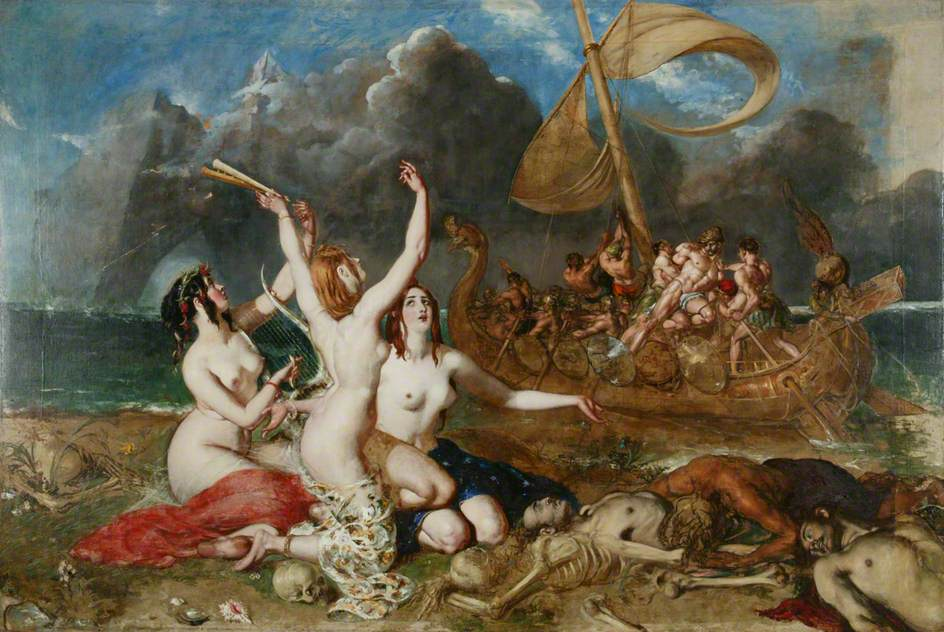
Сирени і Одіссей 1830-ті, Етті
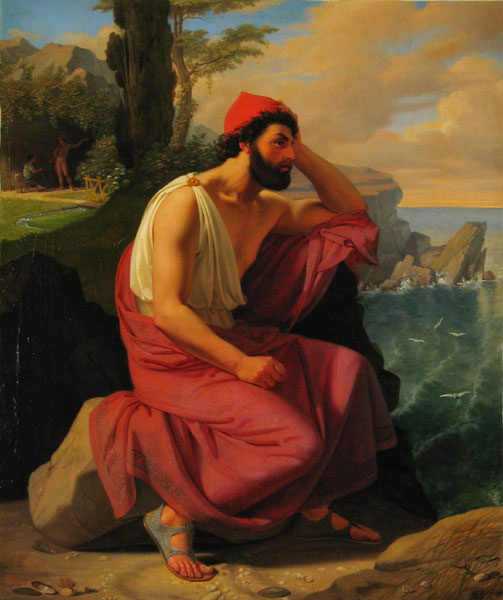
Одіссей 1830, Блунк
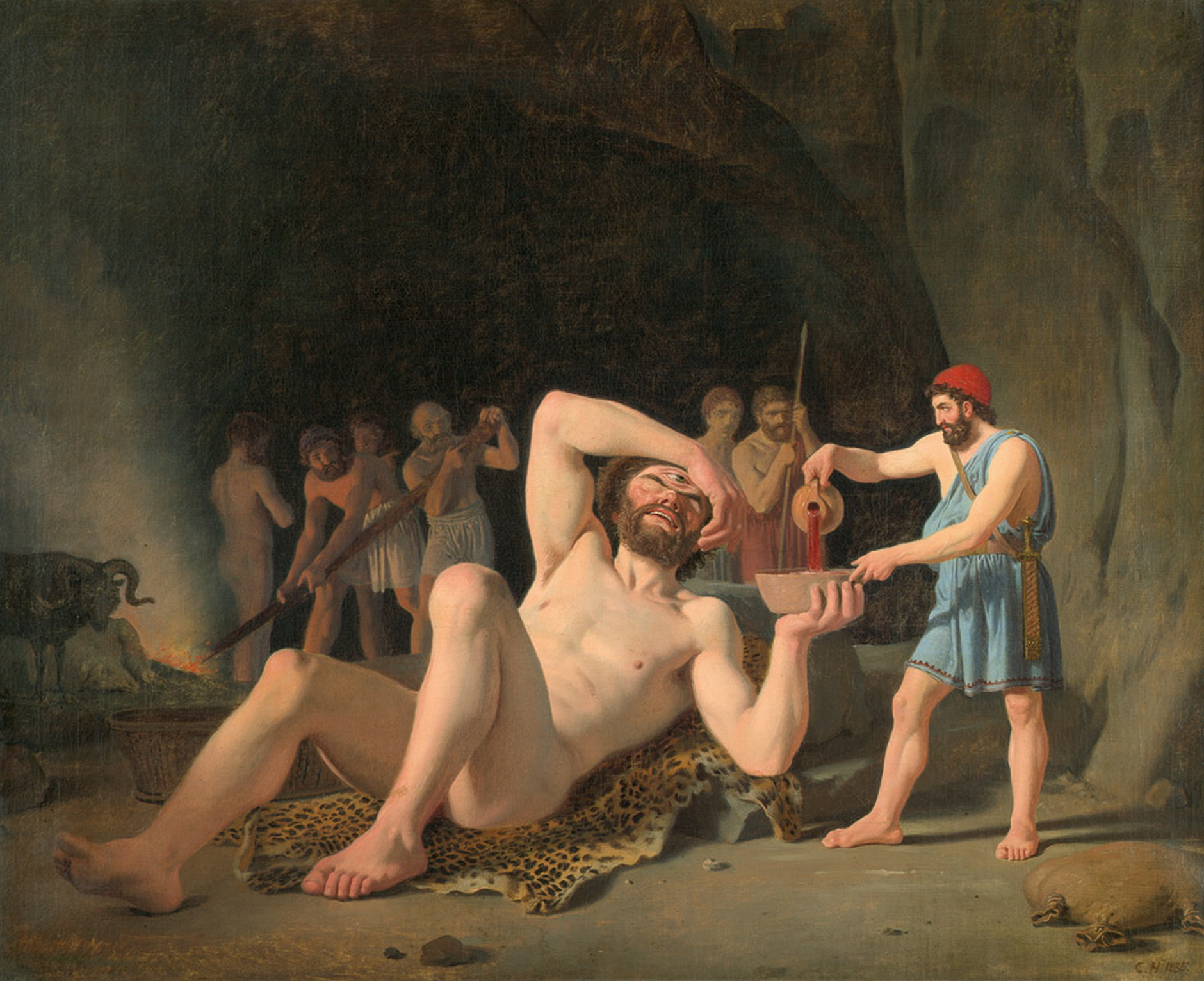
Одіссей і Поліфем 1835, Гансен
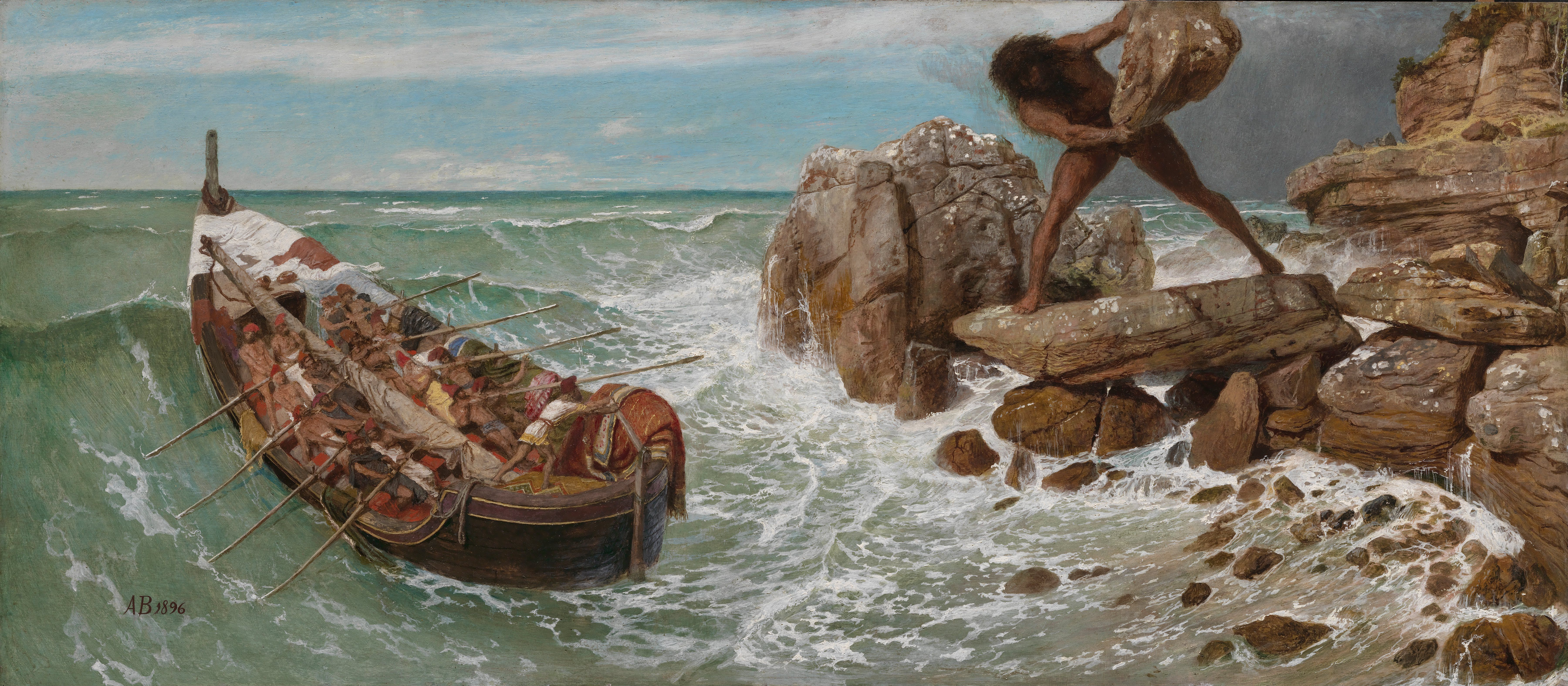
Одісей і Поліфем 1896, Бьоклін
Одіссей і сирени 1891, Вотерхауз
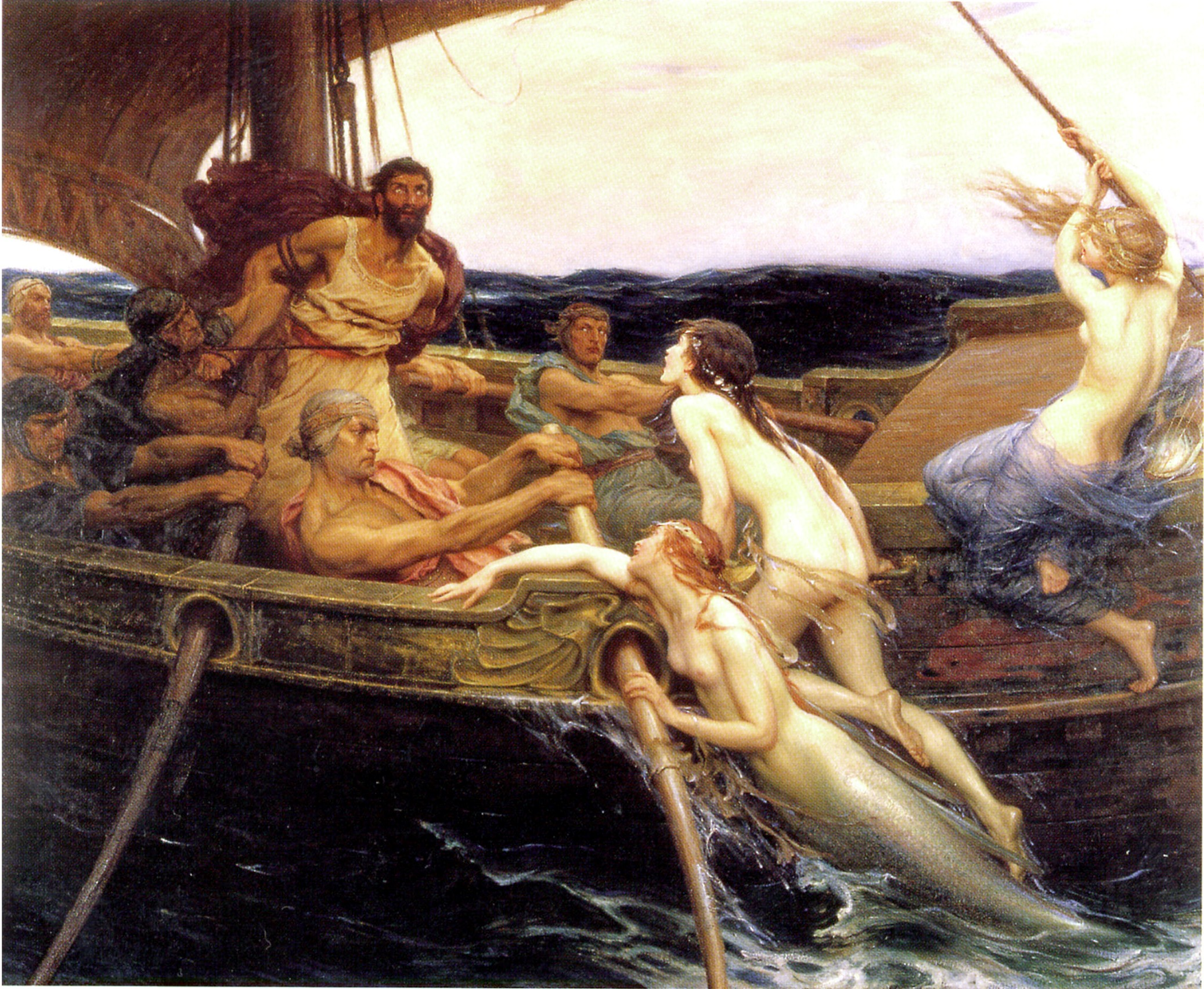
Одіссей і сирени 1909, Етті

### Музика
- Повернення Улісса на батьківщину — опера Клаудіо Монтеверді.

- EPIC: The Musical — Американський інтернет-м'юзикл написаний за мотивами Одіссеї, за авторства Хорхе Рівера-Геранса

## Одіссей і Юривака: міфологічний образ в японській культурі

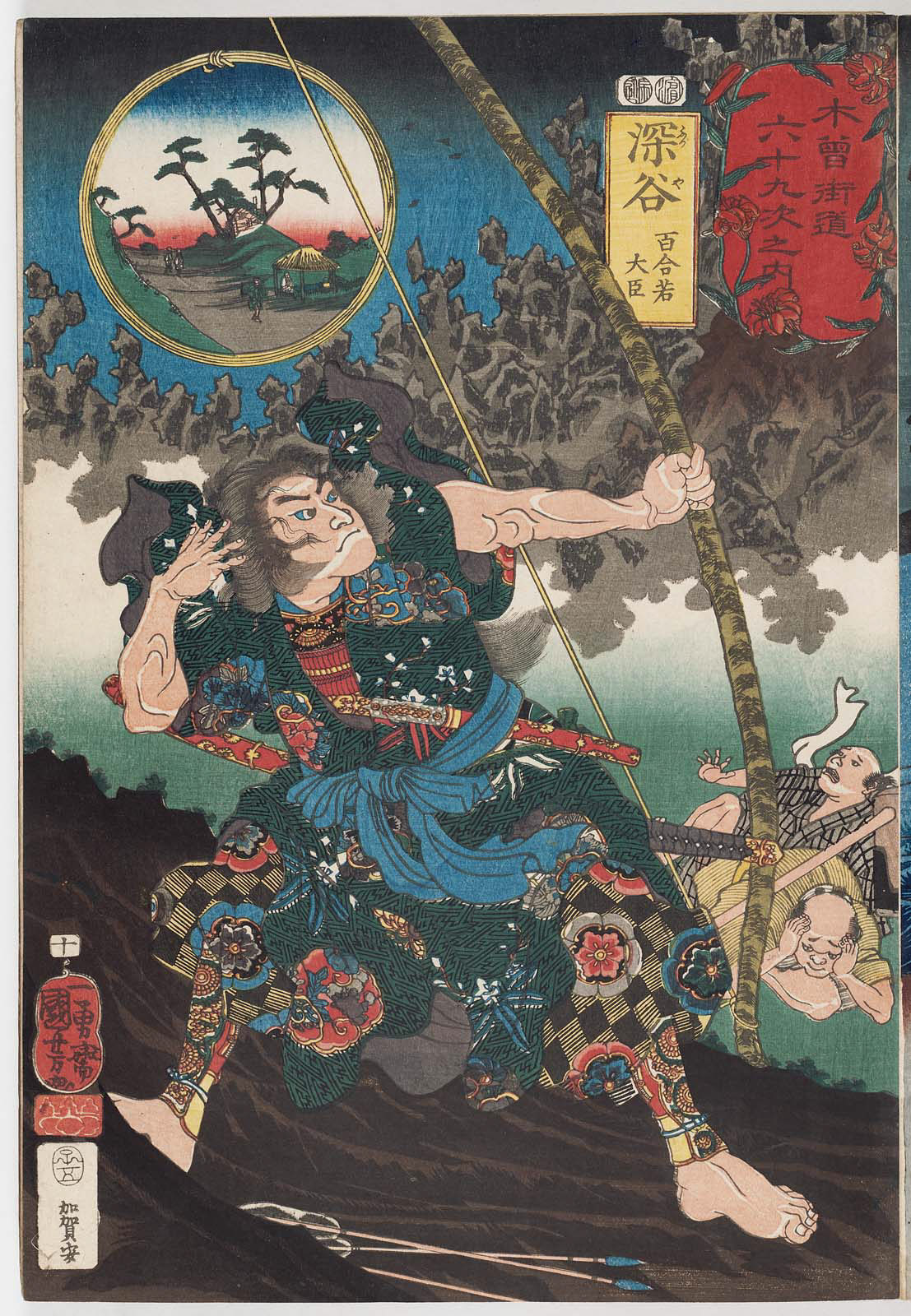
Утаґава Кунійосі. Юрівака-дайдзін. Кольорова ксилографія із серії «Шестдесят дев'ять станцій Кісокайдо», 1852. Музей витончених мистецтв (Бостон)

Спеціалісти-сходознавці вважають єдиним у своєму роді проникнення образу Одіссея (через переклад античного епосу або його обробки) в японську середньовічну культуру.  З XVI сторіччя існування циклу легенд про Юривака-дайдзіне — персонаже, ім’я якого передавало латинське «Улісс». Естер Гіббард описала та проаналізувала 13 різних повідомлень про Юріваке, виданих в Японії протягом 1662—1798 років.
Згідно з базовим сюжетом, Юрівака — обранець японських богів, який повинен був захистити Японію від монгольського вторгнення. Він очолив могутній флот і після трьорічних морських пригод знищив монгольську армаду. Пізніше Юрівака потрапив на безлюдний острів, на якому його залишив одного його помічник Беппу. Останній заявив права на князівство Юріваки і на його дружину, але та заявила, що вийде за нього, тільки якщо він перепише священні сутри тисячу разів. Це зайняло великий проміжок часу. Юрівака сильно змінився від перенесених страждань та невпізнаним повернувся до свого замку. Там він об'явив про себе, натянувши гігантський лук, і покарав невірного помічника. Перші паралелі цього сюжету з «Одіссеєю» описані в 1906 році Цубоучі Шьойо.
Є свідоцтва існування сюжету про Юріваку і до 1662 року. Так, з цим героєм порівнювався Тойотомі Хідейосі в біографії 1617 року. Перехід грецького імені в японське міг статися за посередництвом португальської мови. Джеймс Аракі припустив, що «Одіссея» проникла в Японію завдяки або Фернану Мендішу Пінту, який відвідав Кюсю в 1544 році, або Хуану Фернандесу, перекладчу першого в Японії місіонера-ієзуіта Франциска Ксав'єра  (його місія датується 1550 роком). Як раз з 1551 року сюжет про Юріваку з’являється в репертуарі оповідачів-ковакамаі.  Історія про Одіссея і Пенелопу повністю відповідала культурним інтересам японців як військового приморського народу, а також їх представленням про чоловічу доблесть і жіночість. Однак подальша його розробка вийшла вже суто в напрямку місцевої літературної традиції.

## У техніці
- Однойменний трамвай виробництва «Одесміськелектротранс»[24].